# Ditherington Flax Mill

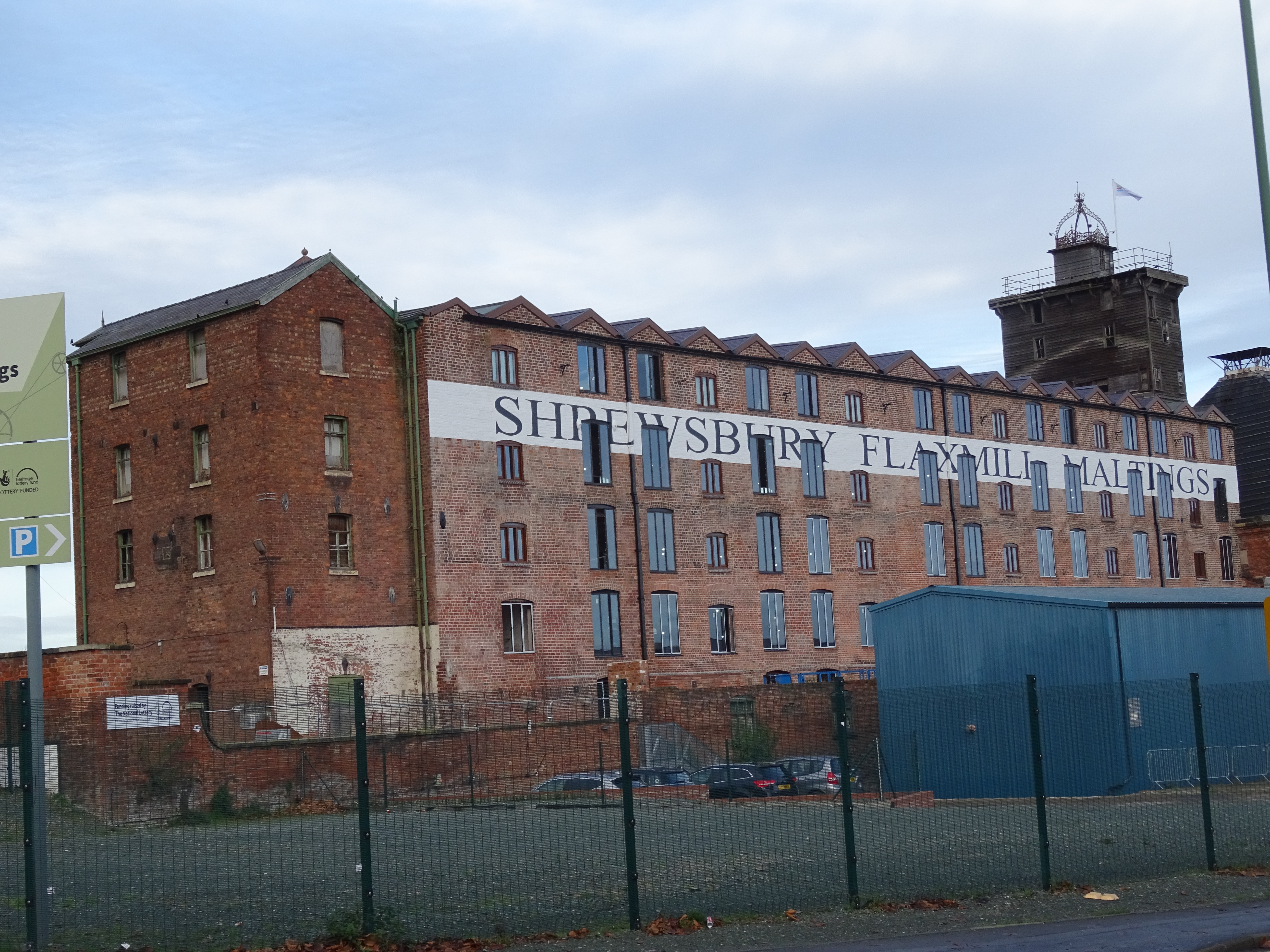
Ditherington Flax Mill (2018)

Die Ditherington Flax Mill (auch Castle Foregate Flax Mill) ist eine 1796 bis 1797 nach Entwürfen des Architekten Charles Bage (1751–1822) gebaute Flachsspinnerei in Ditherington, Shrewsbury und die älteste Stahlskelettkonstruktion der Welt. Die Mühle wurde von der Firma Marshall and Benyon betrieben. In dem von Bage gebauten Hauptgebäude wurden die dampfbetrieben Arbeitsgänge des Mühlenbetriebes durchgeführt. Im Erdgeschoss befand sich eine Werkstatt, während in den oberen Stockwerken Leinen und Werg hergestellt wurde. Arbeitsschritte, die von Hand ausgeführt werden mussten, wurden überwiegend in den benachbarten Gebäuden durchgeführt, in denen zudem die Lagerung, Bleichung und Trocknung stattfand. Die Mühle wurde durch ein Boulton & Watt 20 HP Motor in einem Maschinenhaus am Ende der Mühle angetrieben. Die Konstruktion des Gebäudes war wegweisend für die Eisenarchitektur des 19. Jahrhunderts.
1800 wurde ein zweiter Motor, ein 40 oder 45 HP Fenton, Murray and Wood of Leeds in einem neuen Maschinenhaus hinzugefügt. Diese Maßnahme war vermutlich schon 1798 oder schon beim Bau des Gebäudes selbst geplant. Mehrere Umbauten und Erweiterungen wurden auf dem Gelände in den nächsten Jahren hinzugefügt. 1897–98 wurde die Mühle zu einer Mahlmühle umgebaut, die 1987 geschlossen wurde.
Das Gebäude ist bis heute erhalten und steht seit 1953 unter Denkmalschutz (Grade I). In den 2010er Jahren wurde es saniert.